# Kostel Nejsvětější Trojice (Hostíkovice)
Kostel Nejsvětější Trojice v Hostíkovicích je původně raně gotický, nevelký kostel stojící na hřbitově v obci Hostíkovice u Holanských rybníků na Českolipsku. Roku 1832 přestavěný kostelík náleží pod správu Římskokatolické farnosti Holany. Objekt je chráněn jako kulturní památka.

## Základní informace

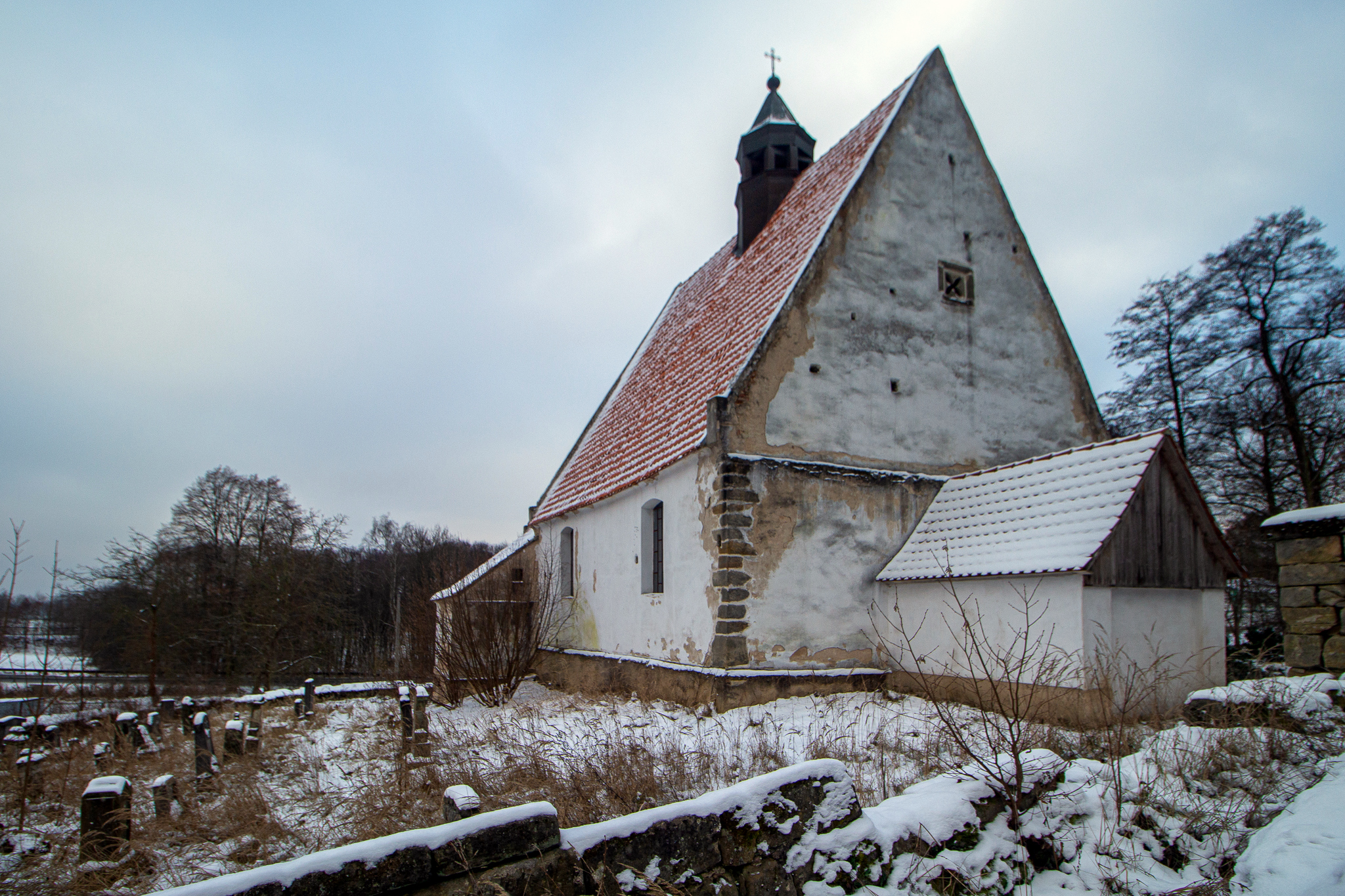
Hostíkovický kostelík se hřbitovem v zimním období, prosinec 2022

Kostel byl v Hostíkovicích nedaleko Holan postaven koncem 13. století a zasvěcen svaté Kateřině. Tehdy náležel pod arcijáhenství litoměřické. Po přestavbě v roce 1839 mu bylo změněno zasvěcení na současné. Byl kostelem filiálním k Holanům, bohoslužby se zde konaly do roku 1975.
Do záchrany zchátralé stavby se po roce 2000 zapojili z iniciativy Památkového ústavu studenti Univerzity Jana Evangelisty Purkyně v Ústí nad Labem. Podařilo se získat z grantů a dalších zdrojů finanční prostředky, opravit střechu, omítky i prostor hřbitova. Prostory pak byly využity k instalaci stálé výstavy o osídlení části novozámeckého panství a od roku 2008 bylo možné obnovit i příležitostné pořádání bohoslužeb.